# Copa das Nações da OFC
A Copa das Nações da OFC (português brasileiro) ou Taça das Nações da OFC (português europeu) é um campeonato de seleções de futebol disputado entre países da Oceania.
A copa das Nações da Oceania é realizada em algum país da Oceania ou por perto da Oceania. 
Seus maiores campeões são: Nova Zelândia com 6 títulos; Austrália com 4 títulos e Taiti com 1 título.

## História
A Copa das Nações da OFC é disputada desde 1973. Austrália e Nova Zelândia conquistaram todos os títulos disputados até 2008.
Com a migração da Austrália em 2006 para a região da Ásia AFC, a Nova Zelândia se tornou a potência da Oceania, ganhando inclusive o torneio em 2008 e a vaga para a Copa das Confederações 2009 e, na repescagem contra o Bahrein, para a Copa do Mundo de 2010, no entanto na Copa das Nações da OFC de 2012 o Taiti fez história, em uma final inédita contra a Seleção da Nova Caledônia de Futebol, e angariou o direito de disputar a Copa das Confederações 2013 no Brasil. 

## Edições
| 1973 Detalhes | Nova Zelândia    | Nova Zelândia                            | 2 – 0                                    | Taiti                                    | Nova Caledônia                           | 2 – 1                                              | Vanuatu                                  |
| 1980 Detalhes | Nova Caledônia   | Austrália                                | 4 – 2                                    | Taiti                                    | Nova Caledónia                           | 2 – 1                                              | Fiji                                     |
| 1996 Detalhes | Oceania          | Austrália                                | 6 – 0 5 – 0                              | Taiti                                    | Nova Zelândia                            | Os lugares foram atribuídos pela tabela de pontos. | Ilhas Salomão                            |
| 1998 Detalhes | Austrália        | Nova Zelândia                            | 2 – 0                                    | Austrália                                | Fiji                                     | 4 – 2                                              | Taiti                                    |
| 2000 Detalhes | Taiti            | Austrália                                | 2 – 0                                    | Nova Zelândia                            | Ilhas Salomão                            | 2 – 1                                              | Vanuatu                                  |
| 2002 Detalhes | Nova Zelândia    | Nova Zelândia                            | 1 – 0                                    | Austrália                                | Taiti                                    | 1 – 0                                              | Vanuatu                                  |
| 2004 Detalhes | Austrália        | Austrália                                | 5 – 1 6 – 0                              | Ilhas Salomão                            | Nova Zelândia                            | Os lugares foram atribuídos pela tabela de pontos. | Fiji                                     |
| 2008 Detalhes | Oceania          | Nova Zelândia                            | 3 – 0                                    | Nova Caledônia                           | Fiji                                     | Os lugares foram atribuídos pela tabela de pontos. | Vanuatu                                  |
| 2012 Detalhes | Ilhas Salomão    | Taiti                                    | 1 – 0                                    | Nova Caledônia                           | Nova Zelândia                            | 4 – 3                                              | Ilhas Salomão                            |
| 2016 Detalhes | Papua-Nova Guiné | Nova Zelândia                            | 0 – 0 (pro) 4 – 2 (pen)                  | Papua-Nova Guiné                         | Nova Caledônia                           | 4 – 3                                              | Ilhas Salomão                            |
| 2020 Detalhes | Nova Zelândia    | Cancelado devido a pandemia de COVID-19. | Cancelado devido a pandemia de COVID-19. | Cancelado devido a pandemia de COVID-19. | Cancelado devido a pandemia de COVID-19. | Cancelado devido a pandemia de COVID-19.           | Cancelado devido a pandemia de COVID-19. |
| 2024 Detalhes | Fiji Vanuatu     | Nova Zelândia                            | 3 – 0                                    | Vanuatu                                  | Taiti                                    | 2 – 1                                              | Fiji                                     |

## Conquistas por país
| Equipe           | Títulos                                | Vices                | 3° lugar             | 4° lugar                   |
| ---------------- | -------------------------------------- | -------------------- | -------------------- | -------------------------- |
| Nova Zelândia    | 6 (1973, 1998, 2002, 2008, 2016, 2024) | 1 (2000)             | 3 (1996, 2004, 2012) | 0                          |
| Austrália        | 4 (1980, 1996, 2000, 2004)             | 2 (1998, 2002)       | 0                    | 0                          |
| Taiti            | 1 (2012)                               | 3 (1973, 1980, 1996) | 2 (2002, 2024)       | 1 (1998)                   |
| Nova Caledônia   | 0                                      | 2 (2008, 2012)       | 3 (1973, 1980, 2016) | 0                          |
| Ilhas Salomão    | 0                                      | 1 (2004)             | 1 (2000)             | 3 (1996, 2012, 2016)       |
| Vanuatu          | 0                                      | 1 (2024)             | 0                    | 4 (1973, 2000, 2002, 2008) |
| Papua-Nova Guiné | 0                                      | 1 (2016)             | 0                    | 0                          |
| Fiji             | 0                                      | 0                    | 2 (1998, 2008)       | 3 (1980, 2004, 2024)       |